# Enid Campos
Enid "Pinky" Campos (Lima, 1976) es una reconocida y multi-premiada productora de cine peruana. Es reconocida por haber producido varias películas premiadas del cine nacional como Paloma de Papel de Fabrizio Aguilar, Días de Santiago de Josué Méndez y Madeinusa de Claudia Llosa.

## Educación
Tuvo una formación en la carrera de Ciencias de la Comunicación en la Universidad de Lima, graduándose en 1998.

## Trayectoria
Enid Campos realizó su primer trabajo en el área de publicidad, fue asistente de producción de Ricardo Maldonado, director de ¡Asu mare! Realizó su primera película en provincia junto a Jorge Carmona titulada Condominio.
Desde el año 2002 viene produciendo largometrajes y cortometrajes del "nuevo" cine peruano, sobre todo óperas primas. Se encargó de más de 30 películas, muchas de las cuales se pueden considerar las películas peruanas más importantes de los últimos años.
Es la productora general de Chullachaki Cine. Asimismo, se ha hecho cargo de varias producciones extranjeras filmadas en Perú, tales como La Deuda e Ícaros; casi todas ellas en coproducción con países latinoamericanos y europeos.
Adicionalmente, ha producido la serie Tijuana en México para Netflix y tres series para Movistar Play: Un día eres joven (Perú), El día de mi suerte (Perú) y Ruido Capital (Colombia).
Sus películas han sido estrenadas en los festivales de Róterdam, Locarno, Venecia y San Sebastián, Málaga, entre otros.
Respecto a la producción de sus películas, declaró que su elaboración toma un largo tiempo, un rango de 3 a 10 años. Según mencionó, muchas veces no cuenta con fondos económicos suficientes para desempeñarlas, debido a que muchas empresas privadas no brindan auspicios con facilidad. Sin embargo, menciona que hay otras modalidades para lograr el impulso de sus proyectos como realizar una coproducción, indagar el mercado o solicitar apoyos públicos fuera de tu país.

## Filmografía

### Cortometrajes
- 2001 - Si yo fuera de Triana (Laura Batticani)
- 2004 - Los herederos (Baltazar Caravedo)
- 2005 - El diente de oro (Daniel Rodríguez Risco)
- 2006 - Taxista (Enrica Pérez)
- 2009 - ¿Me puedes ver? (Álvaro Delgado-Aparicio)
- 2010 - Último recurso (Barney Elliot)
- 2012 - El acompañante (Álvaro Delgado-Aparicio)
- 2019 - Curandera (Mauricio Rivera)
- 2022 - Zulen y yo[6] (Michelle Alexander)

### Largometrajes
- 2000 - El destino no tiene favoritos (Álvaro Velarde)
- 2003 - Paloma de papel (Fabrizio Aguilar)
- 2004 - Días de Santiago (Josué Méndez)
- 2006 - Madeinusa (Claudia Llosa)
- 2007 - Condominio (Jorge Carmona)
- 2008 - Dioses (Josué Méndez)
- 2008 - El acuarelista (Daniel Rodríguez Risco)
- 2009 - Paraíso (Héctor Gálvez)
- 2009 - ¡Que culpa tiene el tomate! (Josué Méndez)
- 2011 - Las malas intenciones (Rosario García-Montero)
- 2011 - Sonidos vivos (Lucho Quequezana)
- 2013 - Climas (Enrica Pérez)
- 2014 - NN Sin Identidad (Héctor Gálvez)
- 2015 - Como en el Cine (Gonzalo Ladines)
- 2015 - Magallanes (Salvador del Solar)
- 2015 - La Deuda (Barney Elliot)
- 2016 - Ícaros: A visión (Leonor Caraballo)
- 2017 - Retablo (Álvaro Delgado-Aparicio)
- 2017 - Pacificum (Mariana Tschudi)
- 2017 - El Sistema Solar (Bacha Caravedo y Daniel Higashionna)
- 2019 - Canción sin nombre (Melina León)
- 2019 - Máxima (Claudia Sparrow)
- 2020 - Contactado (Marité Ugás)
- 2021 - Esperaré aquí hasta oír mi nombre (Héctor Gálvez)
- 2023 - Muerto de risa (Gonzalo Ladines)
- 2023 - El Caso Monroy[7] (Josué Méndez)

### Proyectos en desarrollo
- Quédate quieto (Joanna Lombardi)
- Sobre el Acantilado (Enrica Pérez)
- La otra orilla (Francesca Cánepa)
- El Regreso (Joanna Lombardi)